# Assemblée générale du New Hampshire

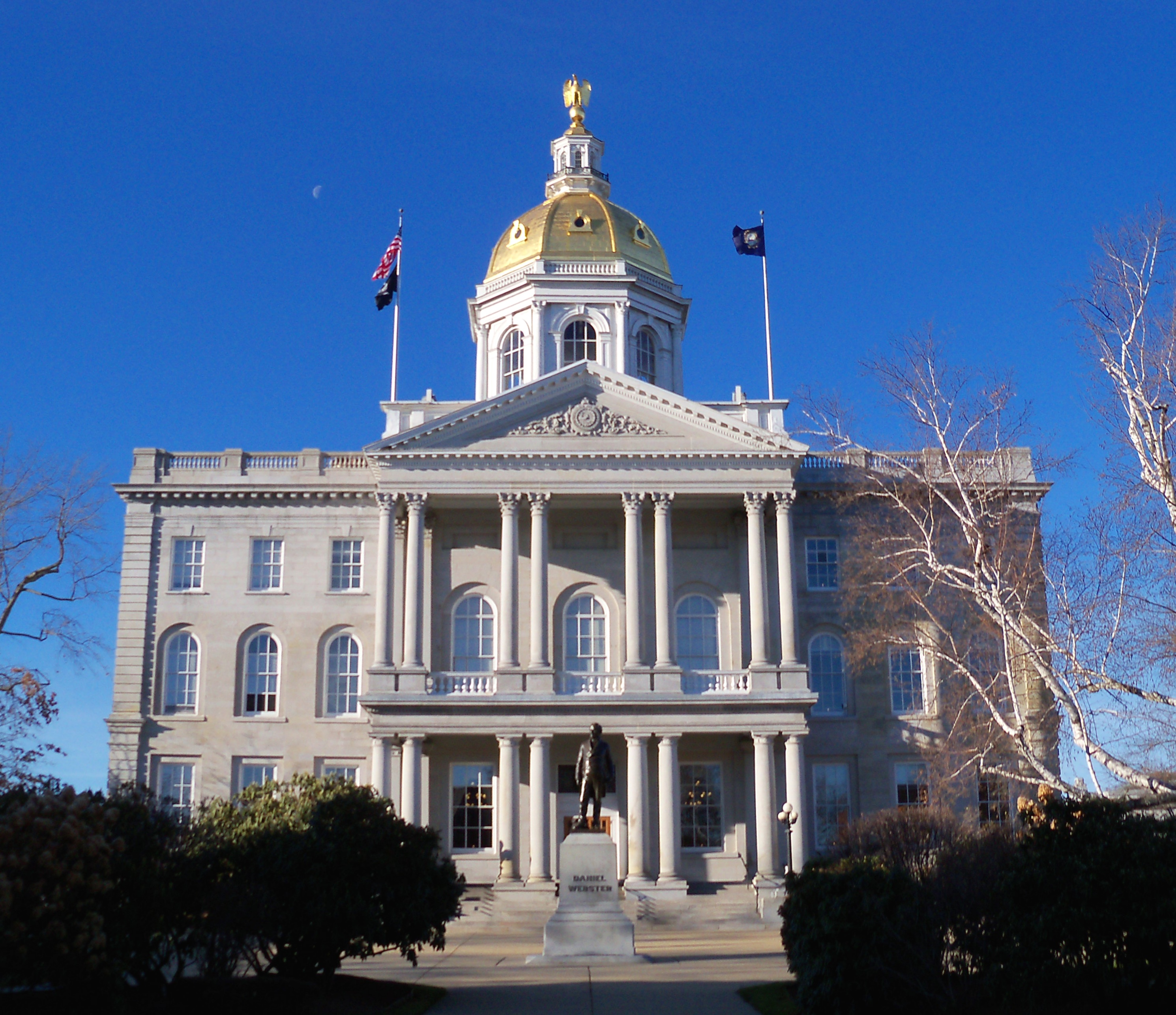
Le capitole de l'état du New Hampshire à Concord. Lieu de réunion de la General Court of New Hampshire.

La General Court of New Hampshire est la législature de l'État du New Hampshire qui fonctionne sur le principe du bicaméralisme formé par :
- le Sénat du New Hampshire, la Chambre haute composé de 24 membres ;
- la Chambre des représentants du New Hampshire, la Chambre basse qui en compte, elle, 400 membres.

Les Chambres se réunissent dans la Capitole de l'État du New Hampshire à Concord. Avec 424 membres, la General Court of New Hampshire est la plus grande législature des États-Unis.